# Effenbinding

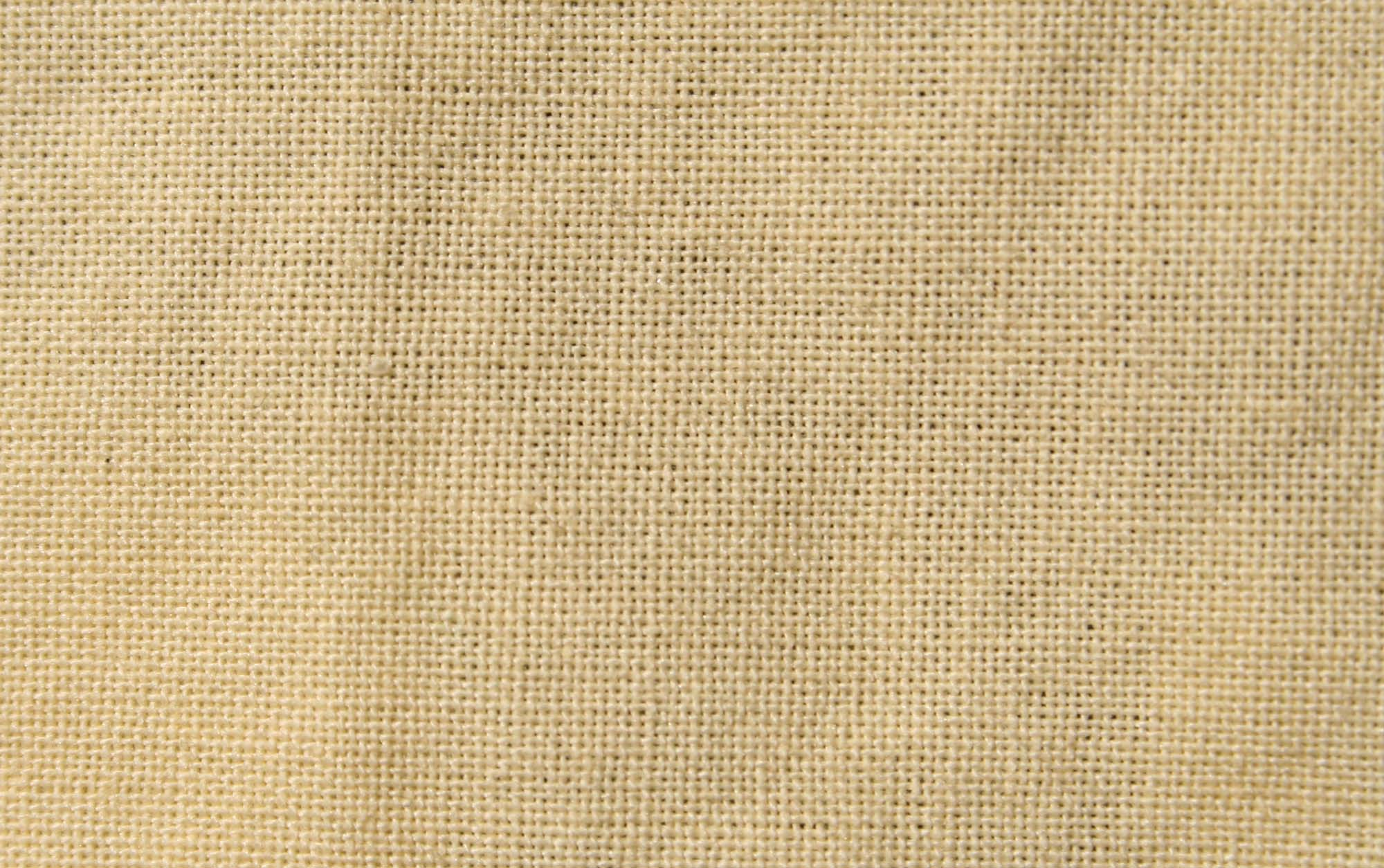
Een in effenbinding geweven stof

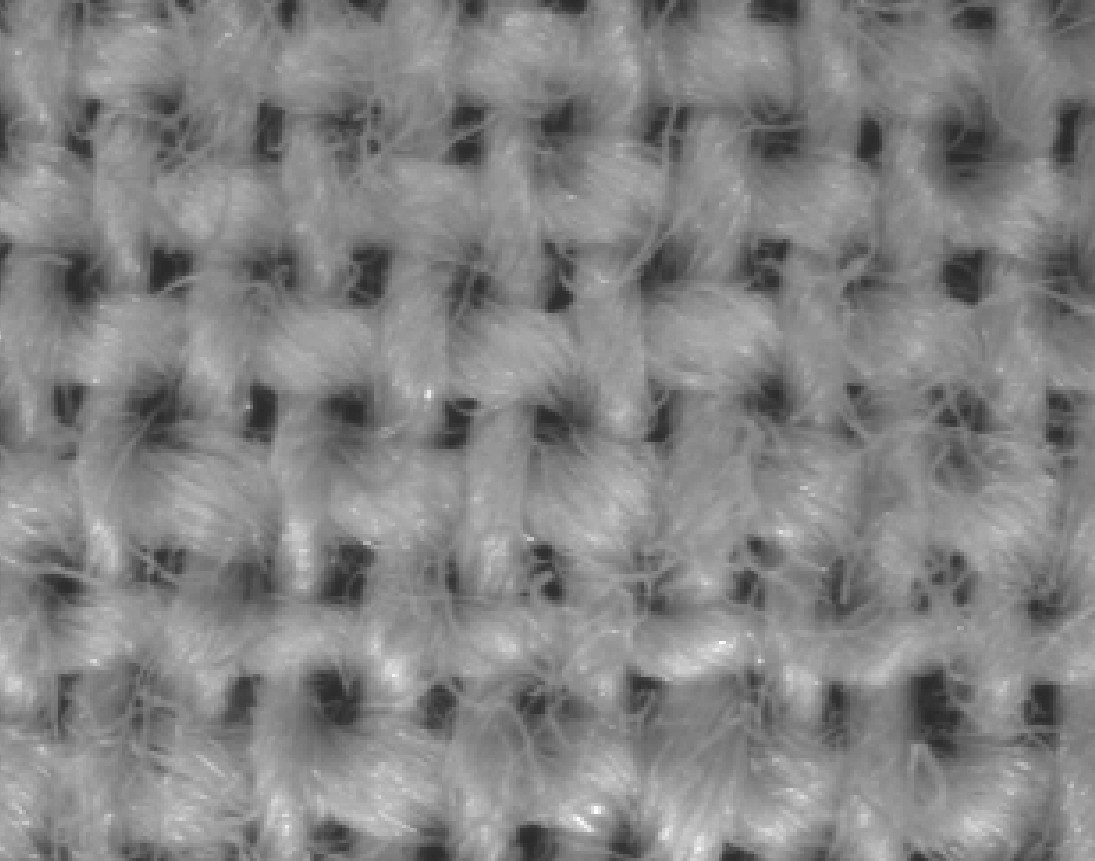
Structuur van een geweven stof in effenbinding

De effenbinding (ook wel platte binding) is een van de drie basisbindingen die in textielweefsels voorkomen. In de wolindustrie noemt men deze binding ook wel lakenbinding, de linnenwever spreekt van linnenbinding of platlinnen, terwijl de zijde-industrie aan dezelfde binding de naam tafbinding geeft. De andere twee zijn respectievelijk de keperbinding en de satijnbinding. Ook zeildoek wordt met deze binding gemaakt.
Bij een effenbinding loopt iedere inslagdraad afwisselend over en onder een kettingdraad en iedere kettingdraad afwisselend over en onder een inslagdraad. Het bindingsrapport bestaat dus uit twee ketting- en twee inslagdraden.
Variaties in de verhouding tussen ketting- en inslagdichtheden of de gebruikte garens voor de ketting en inslag kunnen leiden tot bijzondere effecten, zoals kettingribs of inslagribs.

Ketting is rood, inslag is wit